# برايان دنلوب
برايان دنلوب (بالإنجليزية: Brian Dunlop)‏ هو رسام أسترالي، ولد في 1938، وتوفي في 2009.